# Port Vauban (Lille)

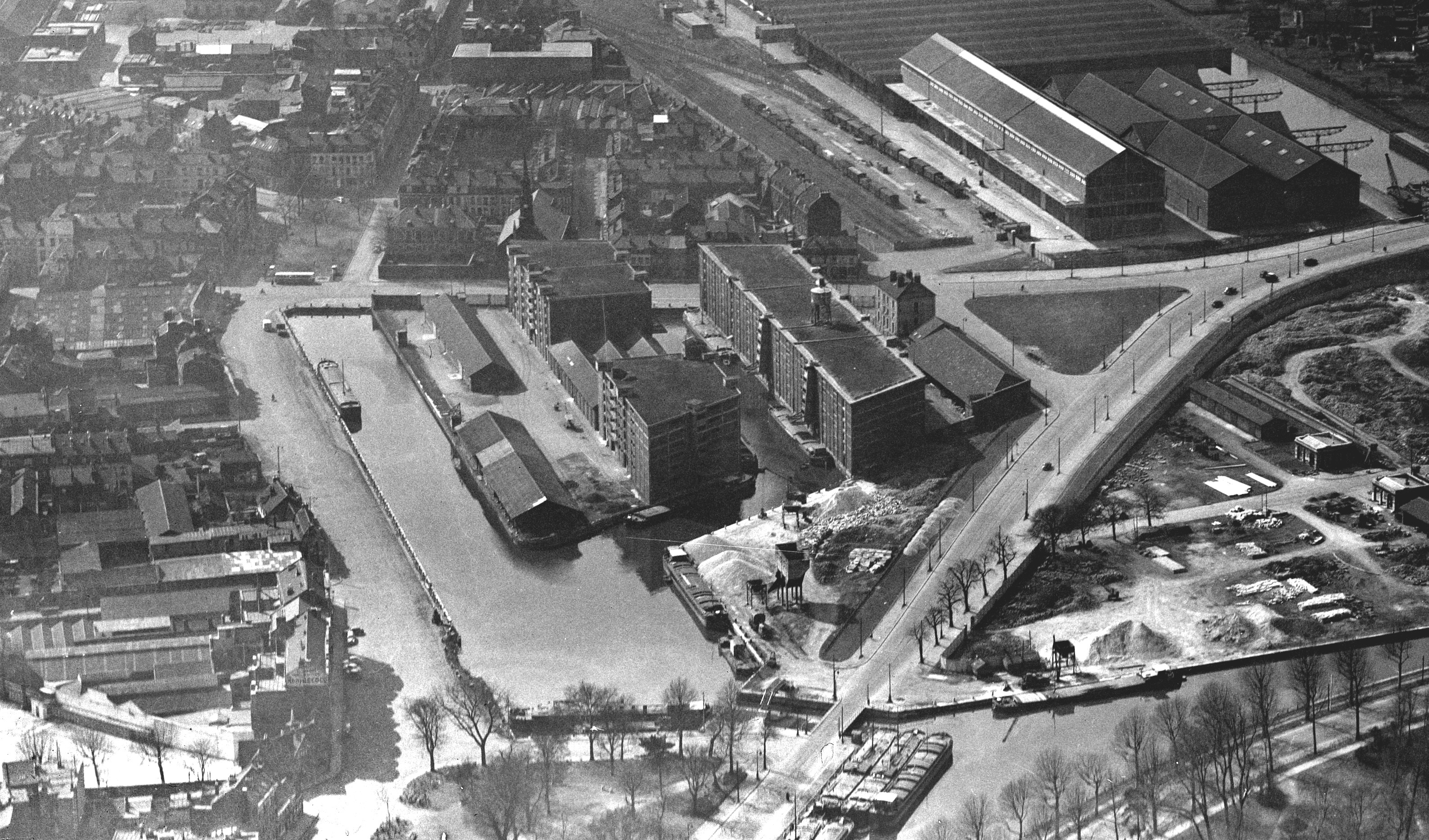
Vue générale du Port Vauban, de la place Catinat (au fond) et du port de Lille (en haut à gauche) en 1955

Le Port Vauban de Lille est un ancien port fluvial ouvert au milieu du XIXe siècle et fermé en 1961.

## Situation
Le Port Vauban était situé entre le boulevard de Lorraine qui longeait l’enceinte fortifiée construite à la suite de l’agrandissement de Lille de 1858, la place Catinat (faisant face à l’église Notre-Dame de Consolation), le quai Vauban  (à l’emplacement de l’actuelle avenue de l’architecte Cordonnier) et l’avenue de Dunkerque à proximité de la porte de Dunkerque. Il comprenait deux darses en impasse, une première creusée sous le Second Empire, l’autre vers 1880, donnant accès au canal de la Haute Deûle.

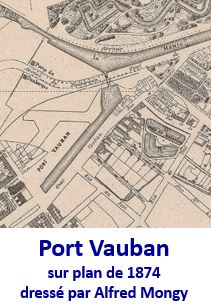
Port Vauban sur plan de 1874
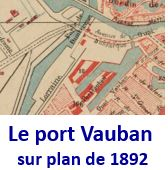
Port Vauban sur plan de 1892
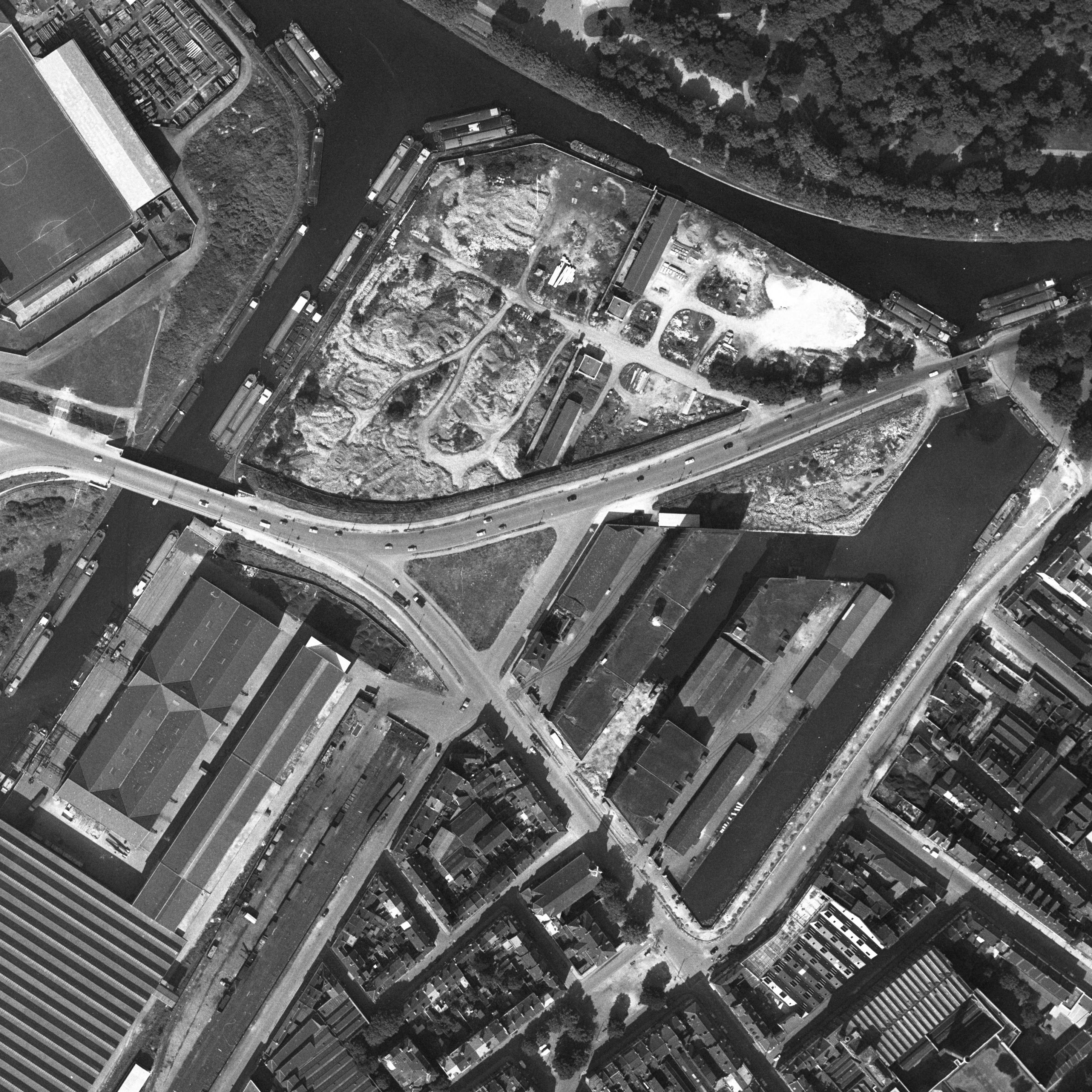
Vue aérienne du port en 1960 avant sa fermeture.

## Histoire

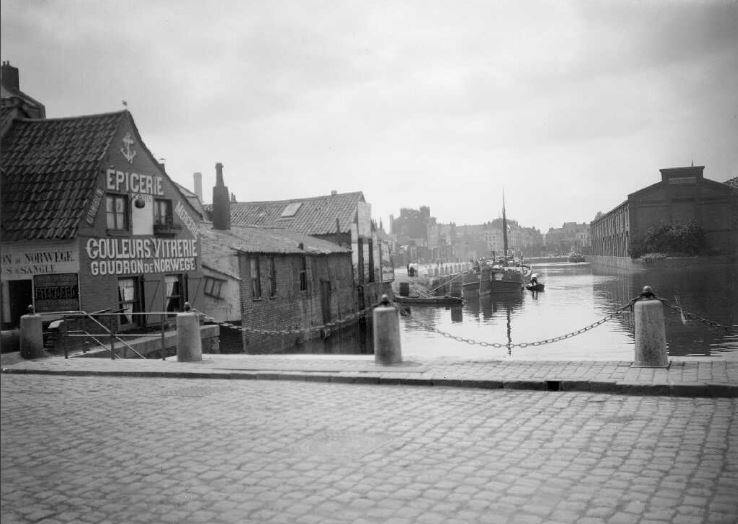
Port Vauban vers 1900

L’insuffisance des deux ports de Lille qui existaient depuis le Moyen Âge, le «rivage »  ou Basse Deûle à l’emplacement de l’avenue du peuple-belge et le quai du Wault, celui-ci devenu une impasse depuis la rectification en 1865 du tracé du canal de la Haute-Deûle en aval de l’écluse de la Barre, amena la création du port Vauban.

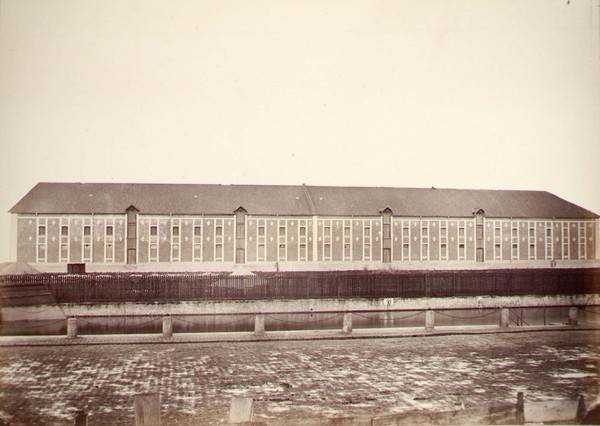
Docks ca 1878 (photo Blondel)

Le port était situé au débouché sur le canal de la Haute Deûle d’une dérivation de l’Arbonnoise (un des bras de la Deûle) qui fut ensuite recouverte.
Des docks et magasins généraux en bordure des bassins détruits en 1906  par un incendie ont été reconstruits.
Le port était relié à la gare de Lille-Saint-Sauveur par une voie de desserte marchandises.
La montée en puissance du nouveau port de Lille dans le quartier des Bois Blancs condamnèrent le port Vauban qui fut fermé en 1961 puis comblé.
La voie ferrée qui parcourait les boulevards longeant les anciennes fortifications démantelées au cours de l'entre-deux-guerres fut reliée au Port de Lille puis remplacée par un autre raccordement et supprimée en 1983.

## Le site après la fermeture du port
Les anciens docks ont été réaménagés en bureaux et des immeubles d’habitation comprenant des logements sociaux ont été construits au bord des anciens bassins.

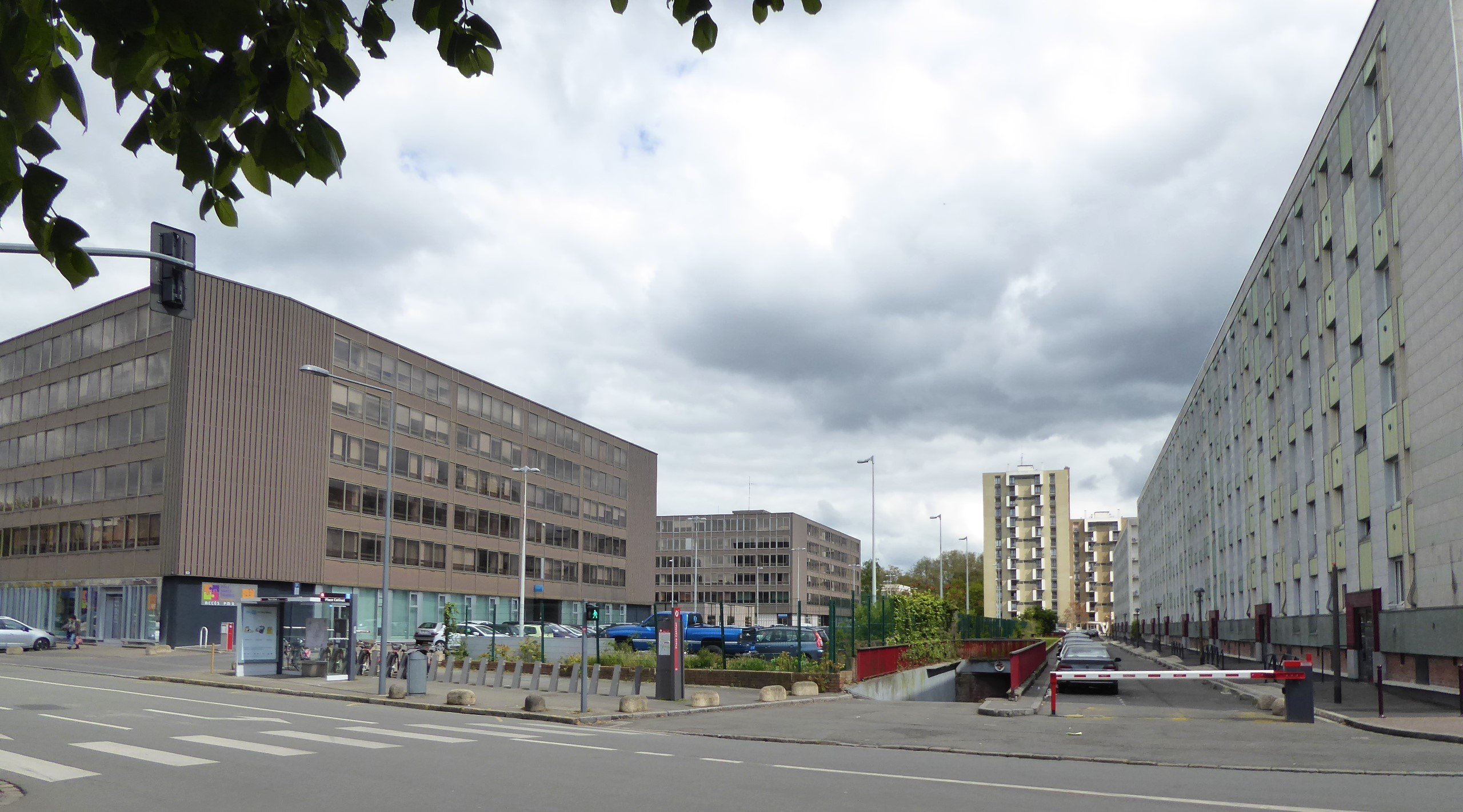
Site de l’ancien port en 2017 vu de la place Catinat. A gauche, les anciens docks transformés en bureaux
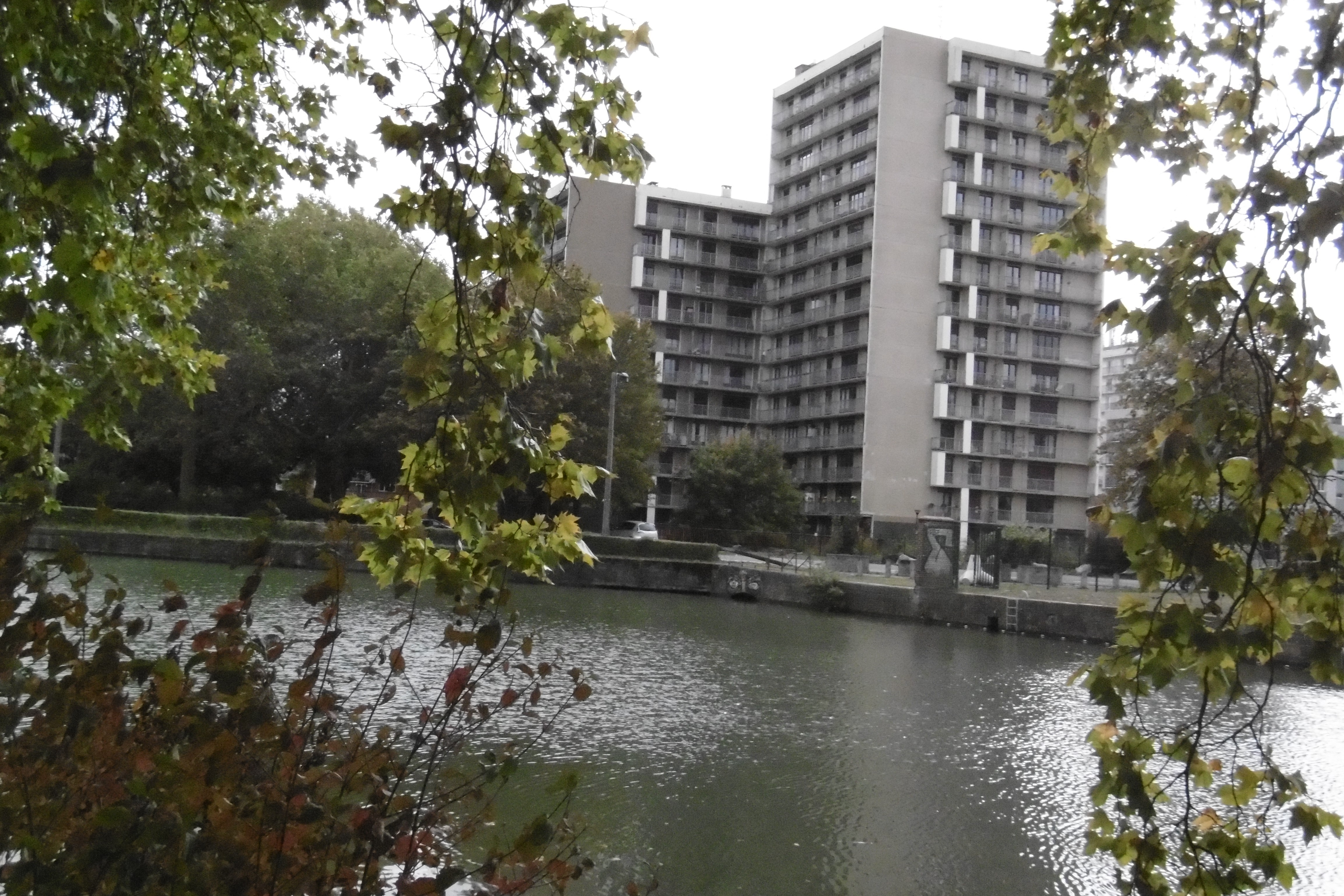
Emplacement de l’entrée de l'ancien port Vauban. Vue du canal de la Haute Deûle